# 維氏異吻象鼻魚
維氏異吻象鼻魚，為輻鰭魚綱骨舌魚目象鼻魚科的其中一種。分布於非洲肯亞、盧安達、烏干達及坦尚尼亞的淡水流域，棲息於水底，具有發電器官，用來偵測獵物。

## 外部連結
- 維氏異吻象鼻魚的圖片 （页面存档备份，存于）